# Чали-кха
Чали-кха (дзонг-кэ ཚ་ལི་ཁ་, вайли Tsha-li-kha) — восточно-бодский язык, на котором говорят около 8,200 человек, живущих в восточном Бутане, а точнее в деревнях Вангмахар, Горсум и Тормажонг в дзонгхаге Монгар, в основном вокруг гевога Чали на восточном берегу реки Куру-Чу. Язык чали-кха связан с языками бумтанг и курто-кха.
Язык чали-кха отличается от всех других восточно-тибетских языков, на которых говорят в Бутане.

## Ареал и численность
Лингвист Жорж ван Дрим предоставил чрезвычайно подробное описание того, в каких местах говорят на языке чали-кха. Данный язык ограничен небольшой территорией к северу от Монгара на восточном берегу Куру-Чу. Собственно говоря, гевог Чали начинается к северу от Монгара в Гангго Ла, что всего в пяти километрах к югу от самой деревни Чали. Деревни, в которых говорят на чали-кха — это Чали и соседняя деревня Вангмахар. На этом языке также говорят в остальных крошечных деревушках, окружающих эти две деревни. На западе, область, в которой говорят на данном языке ограничена рекой Куру-Чу, а на севере — Тревен-чу, боковым притоком Куру-чу. Самая восточная деревня, говорящая на языке чали-кха, — это Г’ортсхом, которая находится над деревней Чали. Сообщается, что за пределами гевога Чали, в непосредственной близости от деревни Тормажонг в районе Чхокангака, к северу от Тревенчу, примерно одна треть жильцов также говорят на языке чали-кха.